# Blurry Eyes
«Blurry Eyes» es el primer sencillo de la banda japonesa L'Arc~en~Ciel, conocido por ser el tema de apertura de la serie de anime DNA². El disco incluye la versión instrumental de la misma y otra versión de "Wind of Gold" (la original se incluyó en su segundo álbum Tierra), con un sonido similar al Reggae. Cuenta con un videoclip rodado en el parque de atracciones japonés Fuji-Q Highland.
En 2006 los primeros 15 sencillos del grupo fueron reeditados en formato de 12cm y no el de 8cm original. 

## Lista de canciones
| N.º | Título | Letras | Música | Duración |  |